# Ondřej Havlíček (lední hokejista)
Ondřej Havlíček (* 18. června 1991, Varnsdorf) je český hokejový útočník.

## Kluby podle sezón
- 2005/2006 HC Kladno
- 2006/2007 HC Kladno
- 2007/2008 HC Kladno
- 2008/2009 HC Slovan Ústečtí Lvi
- 2009/2010 HC Slovan Ústečtí Lvi
- 2010/2011 HC Slovan Ústečtí Lvi, HC Most
- 2011/2012 HC Slovan Ústečtí Lvi, HC Most, SK Horácká Slavia Třebíč, HC Plzeň 1929
- 2012/2013 HC Škoda Plzeň, HC Slovan Ústečtí Lvi
- 2013/2014 Rytíři Kladno
- 2014/2015 Rytíři Kladno, HC Most
- 2015/2016 HC Verva Litvínov
- 2016/2017 HC Verva Litvínov
- 2017/2018 HC Verva Litvínov